# Agrypon gracilipes
Agrypon gracilipes là một loài tò vò trong họ Ichneumonidae.